# Unterseeboot 148 (1940)
Pour les articles homonymes, voir Unterseeboot 148.
Le Unterseeboot 148 ou U-148 est un sous-marin allemand (U-Boot) de type II.D utilisé par la Kriegsmarine pendant la Seconde Guerre mondiale.
Comme les sous-marins de type II étaient trop petits pour des missions de combat dans l'océan Atlantique, il sert principalement dans la Mer du Nord.

## Historique
Mis en service le 28 décembre 1940, l'U-148 sert comme sous-marin d'entrainement et de navire-école pour les équipages, d'abord au sein de la 24. Unterseebootsflottille à Dantzig/Trondheim, puis à partir du 1er octobre 1941 dans la  21. Unterseebootsflottille à Pillau, et enfin à partir du 2 mars 1945 dans la 31. Unterseebootsflottille.
L'U-148 n'a jamais été opérationnel et n'a, par conséquent, pas effectuer de patrouille de guerre. Il sert à la formation des sous-mariniers jusqu'à la fin de la guerre
Le 2 mai 1945, la fin de la guerre approchant et pour répondre aux ordres de l'amiral Karl Dönitz (Opération Regenbogen), l'U-148 est sabordé dans la Raederschleuse (écluse Raeder, entrée est du port)] à Wilhelmshaven.
Après guerre, il est renfloué et démoli.

## Affectations
- 24. Unterseebootsflottille à Dantzig/Trondheim du 28 décembre 1940 au 30 septembre 1941 (entrainement)
- 21. Unterseebootsflottille à Pillau du 1er octobre 1941 au 1er mars 1945 (navire-école)
- 31. Unterseebootsflottille à Wilhelmshaven du 1er mars au 2 mai 1945 (entrainement)

## Commandements
- Oberleutnant zur See Hans-Jürgen Radke du 28 décembre 1940 au 14 septembre 1941
- Oberleutnant zur See Eberhard Mohr du 15 septembre 1941 au 15 janvier 1942
- Oberleutnant zur See Heinz Franke du 16 janvier au 19 octobre 1942
- Herbert Brüninghaus du 20 octobre 1942 au 18 janvier 1943
- Oberleutnant zur See Goske von Möllendorff du 19 janvier au 15 décembre 1943
- Oberleutnant zur See Heinz Schaeffer du 30 novembre 1943 au 15 décembre 1944
- Oberleutnant zur See Renko Tammen du 16 décembre 1944 au 2 mai 1945

Nota: Les noms de commandants sans indication de grade signifie que leur grade n'est pas connu avec certitude à notre époque à la date de la prise de commandement.

## Navires coulés
L'Unterseeboot 148 n'a ni coulé, ni endommagé de navire ennemi, car il n'a pas effectué de patrouille de guerre et a été cantonné à un rôle d'entraînement et de navire-école

### Sources
- (en) Cet article est partiellement ou en totalité issu de l’article de Wikipédia en anglais intitulé « German submarine U-148 (1940) » (voir la liste des auteurs).